# Kitty Yung
Kitty Yung (Los Angeles, 6 febbraio 1970 – Stevenson Ranch, 20 novembre 2004) è stata un'attrice pornografica statunitense.

## Biografia
Nata in California nel 1970, Kitty Jung aveva origini coreane e hawaiane e inizialmente ha lavorato come account manager.
Nel 1993 all'età di 23 anni è entrata nell'industria pornografica, dopo aver risposto ad un annuncio pubblicato sul LA Weekly in cui si ricercavano modelle per intimo Ha lavorato con diverse case di produzione quali Sunshine Films, Evil Angel, Hustler, Vivid, Wicked e altre.
Nel 1994 ha vinto l'AVN per la miglior scena di sesso anale per Sodomia 5 e l'XRCO per la miglior scena di gruppo per Slave To Love.
L'anno successivo ha lasciato l'industria per la paura di contrarre delle malattie virali ed è diventata una ballerina di lap dance nei locali di Los Angeles. 
Nel 2000 ha ricominciato a girare alcune scene come attrice con lo pseudonimo di Aunt Son in varie produzioni quali No Man's Land Asian Edition 3,Get it in Gere, Asian Fever 4, Wet Silk o Fukiyaki per poi ritirarsi definitivamente nel 2003 a 33 anni.
Il 20 novembre del 2004 è stata ritrovata morta all'interno della sua casa in circostanze non ben chiarite.

## Riconoscimenti
- AVN Awards
  - 1994 – Best Anal Sex Scene (video)  per Sodomania 5 con Tiffany Mynx e Randy West[11]
- XRCO Award
  - 1994 – Best Group Sex Scene per Slave To Love con Brittany O'Connell, Beatrice Valle, Jalynn, Sierra, Sean Michaels, Peter North, Randy Spears e T.T. Boy[12]

## Filmografia
- Private Video Magazine 1 (1991)
- Anal Delinquent (1993)
- Asian Appetite (1993)
- Asian Heat 2 - Satin Angels (1993)
- Best of Black Anal 1 (1993)
- Booty Ho (1993)
- Buttslammers 3 (1993)
- Deep Cheeks 4 (1993)
- Gangbang Girl 12 (1993)
- M Series 9 (1993)
- Rising Bun (1993)
- Slave to Love (1993)
- Sodomania 5 - Euro American Style (1993)
- Up and Cummers 1 (1993)
- What's Butt Got to do with It (1993)
- Anal Alien (1994)
- Anal Asian 2 - The Won-Ton Woman (1994)
- Anal Hunger (1994)
- Anal Savage 2 (1994)
- Best of Oriental Anal 1 (1994)
- Freak 'Dat Booty (1994)
- Private Film 12 - Costa Rica Getaway (1994)
- Private Film 16 - Cannes Fantasies (1994)
- Private Video Magazine 10 (1994)
- Private Video Magazine 11 (1994)
- Private Video Magazine 12 (1994)
- Private Video Magazine 9 (1994)
- Racially Motivated (1994)
- Sodomania - The Baddest of the Best... and Then Some!!! (1994)
- Anal Ecstacy Girls 2 (1995)
- Best of Buttslammers 1 (1995)
- James Blond Meets Dr. Rear (1995)
- Pornocopia 2 - Bendover Bitches (1995)
- Anal Files 4 (1996)
- Ass Openers 1 (1996)
- Raunch O Rama - Explosive Cumshots (1996)
- Ass Openers 6 (1997)
- Best of the Gangbang Girl 3 (1997)
- Overtime 2 - Buttilicious (1998)
- 69 Oriental Blow Jobs (1999)
- Anal Asians 2 (1999)
- Asian Chow Down (1999)
- Cream of the Cock (1999)
- Nasty Backdoor Nurses (1999)
- Asian Invasion 4 (2000)
- Awesome Asians 23 (2000)
- Private Film 14 - Costa Rica Studies (2000)
- Totally Tiffany (2000)
- Asian Fever 4 (2001)
- Asian Hose (2001)
- Asian Invasion 5 (2001)
- Get it in Gere (2001)
- In the Bush (2001)
- No Man's Land Asian Edition 3 (2001)
- Smooth As Silk (2001)
- The Best by Private 9 - United Colors of Private (2001)
- Wet Silk (2001)
- Asian Party Girls 4 (2002)
- Ass Freaks (2002)
- Oral Adventures of Craven Moorehead 11 (2002)
- Overtime 31 - Bald Beavers (2002)
- Private Film 18 - The Kissing Fields (2002)
- Asian Girls (2003)
- Best by Private 43 - Asian Girls (2003)
- Chow Mai Poon (2003)
- Fukiyaki (2003)
- Real Female Masturbation 19 (2003)
- Amazing Asian Ass (2004)
- Samurai Pie (2004)
- Super Suckers of the Orient (2004)
- They All Look Good at Closing Time (2004)
- Young Buns 9 (2004)
- Anal Files 1 (2011)
- American Dream Girls 2 - Asia Carerra ()
- Anal Fever 11 ()
- Anal Ninja - Sex-O-Vision 3 ()
- Anal Secrets ()
- Anal Vision 15 ()
- Anal Vision 18 ()
- Asian Fever ()
- Asian Heat 3 - Tales of the Golden Lotus ()
- Ass Fuck 5 ()
- Ass Openers 10 ()
- Best of Cum 31 ()
- Best of Oriental Anal 2 ()
- Best of Private XXX 2 ()
- Biff Malibu's Totally Nasty Home video 40 ()
- Big Bang 1 - Sex-O-Vision 34 ()
- Black Buttman 1 ()
- Brassiere to Eternity ()
- Breastman Does the Twin Towers ()
- Burma Road 1 ()
- Burma Road 2 ()
- Chow Down ()
- Coming Out ()
- Crew Sluts ()
- Cum Shocks 6 ()
- Dark-X-Tremes 20 - Tailz From Da Hood ()
- Double D Dykes 10 ()
- Double Play 17 - Asian Connection ()
- Dr. Rear ()
- Egg Foo Kitty Yung ()
- Execu-Comp 156 ()
- Execu-Comp 226 ()
- Extreme Pictures 1 ()
- Extreme Pictures 22 ()
- Extreme Pictures 34 ()
- Extreme Pictures 7 ()
- Extreme Pictures Feature 22 - Asian Ass ()
- Filthy Fuckers 33 - Lesbians 2 ()
- Fool Proof ()
- From China with Love ()
- Fuck Holes - Asian Fuck Sluts ()
- Geranalmo ()
- Girls Who Take It Up the Ass 22 ()
- Hidden Camera 14 ()
- Hot Tight Asses 12 ()
- Hot Tight Asses 7 ()
- House of the Rising Sun 2 ()
- Kinky Fantasies ()
- Let's Play Doctor ()
- Lipstick Lesbians 1 ()
- Lovin' Spoonfuls 16 - The Best of New Ends ()
- Max Gold 6 ()
- Midnight Angels 3 ()
- Misty Rain's Anal Orgy ()
- Mocha Mix 1 ()
- Nasty Nancy 5 - Dildo Dreaming ()
- New Ends 2 ()
- Once Upon an Anus ()
- Overtime 81 - Awesome Asians ()
- Peter Pops!! ()
- Please! Play Hard With Me ()
- Prime Cuts - Ass Capades ()
- Private Video Magazine 17 ()
- Pussyman 7 - On the Dark Side ()
- Rainwoman 7 - In The Rain Forest ()
- Rainwoman 8 - Wet Between The Cheeks ()
- Reel Sex World 2 - Lost In Denver ()
- Rising Cum - Sex-O-Vision 26 ()
- Sarah-Jane's Love Bunnies 3 ()
- Sluts From the Orient 1 ()
- Sniff Doggie Style ()
- Sodomania - The Baddest of the Best ()
- Sodomania Director's Cut Classics 2 ()
- Squirts 4 ()
- Sticky Lips ()
- Super Hornio Brothers 2 - Let's Boink ()
- Triple Play 63 - Orient Express ()
- Triple Play 95 - Conjugal Couples 2 ()
- Voluptuous Girl to Girl ()
- Wet Shots ()